# 項目符號
項目符號（•）（英文：Bullet）是字体排印学中用于标记列表项目的符号或字形。例如：
- 项目1
- 项目2
- 项目3

项目符号可以是各种不同的形状，如圆圈、方块、菱形、箭头等。在Microsoft Word和OpenOffice.org Writer等软件中有不同开关和颜色的符号可以选择。而在ASCII文本或项目符号不可用的情况下，可以使用一些常规符号，如*（星号）、-（连字号）、.（句号），甚至o（小写O）。在手写情况下，任何样式都可用作项目符号。
项目符号通常用于技术文章、参考资料等材料中。

## 计算机编码与键盘输入
- U+2022 • BULLET ，HTML：&#8226; &bull;
- U+2023 ‣ TRIANGULAR BULLET ，HTML：&#8227;
- U+25E6 ◦ WHITE BULLET ，HTML：&#9702;
- U+2043 ⁃ HYPHEN BULLET ，HTML：&#8259;
- U+204C ⁌ BLACK LEFTWARDS BULLET ，HTML：&#8268;
- U+204D ⁍ BLACK RIGHTWARDS BULLET ，HTML：&#8269;
- U+2219 ∙ BULLET OPERATOR ，HTML：&#8729; 主要用於數學運算，作為內積的符號

标准圆形项目符号（•）的Unicode编码为U+2022。在HTML中，可以输入&bull;、&#x2022;或 &#8226;。Unicode标准也定义了三角形项目符号‣（U+2023）和“空白项目符号”（white bullet）◦ （U+25E6）以及其它样式。但是，语义网通常要求项目符号要在无顺序列表（<ul>）内使用<li>标签表示。在Wiki标记语言以及其它一些wiki系统中，可以使用星号来表示项目符号。
在Windows-1252和很多其它Windows code page中，标准圆形项目符号位于149（十进制）。在很多Windows系统中，可以使用Alt代码 Alt+0149（按住Alt，同时在数字键盘上输入0149）。Alt+7可以生成•（中间点，可以用作中间项目符号）。 
在Mac OS X，按住⌥ Option+8可以插入项目符号，⇧ Shift+⌥ Option+9可以插入类似的间隔号（·）。
Linux中的GTK+应用程序支持ISO 14755标准十六进制Unicode输入系统。可以在按下U时同时按住Control和⇧ Shift，然后输入2022并按↵ Enter得到 •。或在按下U时同时按住Control和⇧ Shift，然后输入B7并按↵ Enter得到中间点。

### 早期系统的应用
由于属于内置字体，图形「•」、「◦」以及变形「◘」、「◙」在早期MDA–CGA–EGA显卡的IBM PC的文字模式上就可以显示。虽然并非真正的字符，由于这些图形属于C0控制码，这些字符需要以特殊形式显示在屏幕上。
在文字处理器广泛应用之前，常在小写“o”内填充墨水或使用星号（*）作为项目符号。